# Боянич, Дариян
Дариян Боянич (швед. Darijan Bojanić; род. 28 декабря 1994, Векшё) — шведский футболист, полузащитник южнокорейского клуба «Ульсан Хёндэ».

## Клубная карьера
Является воспитанником «Йиславеда», в котором прошёл путь от детской футбола до игрока основы. В 2010 году в 16-летнем возрасте дебютировал за клуб в третьем шведском дивизионе, приняв участие в 12 матчах, в которых он забил четыре мяча. Летом 2010 года перебрался в «Эстер», где присоединился к молодёжной команде. Осенью того же года ездил на просмотр в нидерландский «Херенвен» и английский «Фулхэм». Первую игру за основной состав «Эстер» провёл 16 апреля 2011 года в игре Суперэттана с «Дегерфорсом», заменив в конце встречи Фредди Сёдерберга. По итогам следующего сезона вместе с клубом занял первую строчку в турнирной таблице и вышел в Алльсвенскан. 1 апреля 2013 года дебютировал в чемпионате Швеции во встрече с «Броммапойкарной», выйдя во втором тайме вместо Кенни Пейви.
В августе 2013 года перешёл в «Гётеборг», с которым подписал контракт, рассчитанный на четыре с половиной года. Через несколько дней дебютировал за клуб в Алльсвенскане в игре с «Хеккеном», заменив на 86-й минуте Сэма Ларссона. За год провёл за клуб 15 матчей в нескольких турнирах и забил два мяча.
15 июля 2014 года подписал с «Хельсингборгом» контракт сроком до конца 2018 года. 20 июля впервые в футболке нового клуба появился на поле во встрече очередного тура с «Эребру». По итогам сезона 2016 года клуб вылетел в Суперэттан, а Боянич на правах аренды перешёл в «Эстерсунд». Весной 2017 года вместе с клубом дошёл до финала кубка Швеции. В решающем матче с «Норрчёпингом» Дариян остался в запасе, а его партнёры разгромили соперника со счётом 4:1. После возвращения из аренды полтора года отыграл за «Хельсингборг», в составе которого стал победителем Суперэттана, а сам футболист был признан лучшим игроком сезона.
26 ноября 2018 года перешёл в «Хаммарбю», заключив со столичным клубом трудовое соглашение, рассчитанное на три с половиной года. Дебютировал в его составе 4 марта 2019 года в игре группового этапа кубка страны с «Далькурдом». По итогам первого сезона был признан болельщиками игроком года в команде. В 2021 и 2022 годах вместе с клубом дважды доходил до финала кубка Швеции. В решающем матче 2021 года сильнее в серии пенальти был «Хаммарбю», а год спустя также по пенальти они уступили «Мальмё».

## Карьера в сборных
Выступал за юношеские сборные Швеции различных возрастов. В декабре 2019 года был вызван в национальную сборную Швеции на январский тренировочный сбор. Дебютировал в её составе 9 января 2020 года в товарищеском матче со сборной Молдовы, появившись на поле в стартовом составе.

## Личная жизнь
Его родители переехали из Боснии и Герцеговины в шведский Векшё, где у них родился Дариян. Его мать имеет боснийское происхождение, а отец — хорватское.

## Достижения
Эстер:
- Победитель Суперэттана: 2012

Эстерсунд:
- Обладатель Кубка Швеции: 2016/2017

Хельсингборг:
- Победитель Суперэттана: 2018

Хаммарбю:
- Обладатель Кубка Швеции: 2020/2021
- Финалист Кубка Швеции: 2021/2022

## Клубная статистика
| Выступление      | Выступление      | Выступление      | Лига | Лига | Кубки | Кубки | Конт. кубки | Конт. кубки | Разное | Разное | Итого | Итого |
| Клуб             | Лига             | Сезон            | Игры | Голы | Игры  | Голы  | Игры        | Голы        | Игры   | Голы   | Игры  | Голы  |
| ---------------- | ---------------- | ---------------- | ---- | ---- | ----- | ----- | ----------- | ----------- | ------ | ------ | ----- | ----- |
| Йиславед         | Дивизион 3       | 2010             | 12   | 4    | 0     | 0     | 0           | 0           | 0      | 0      | 12    | 4     |
| Йиславед         | Итого            | Итого            | 12   | 4    | 0     | 0     | 0           | 0           | 0      | 0      | 12    | 4     |
| Эстер            | Суперэттан       | 2011             | 5    | 0    | 3     | 0     | 0           | 0           | 0      | 0      | 8     | 0     |
| Эстер            | Суперэттан       | 2012             | 11   | 0    | 1     | 0     | 0           | 0           | 0      | 0      | 12    | 0     |
| Эстер            | Алльсвенскан     | 2013             | 14   | 0    | 2     | 0     | 0           | 0           | 0      | 0      | 16    | 0     |
| Эстер            | Итого            | Итого            | 30   | 0    | 6     | 0     | 0           | 0           | 0      | 0      | 36    | 0     |
| Гётеборг         | Алльсвенскан     | 2013             | 7    | 1    | 1     | 1     | 0           | 0           | 1      | 0      | 9     | 2     |
| Гётеборг         | Алльсвенскан     | 2014             | 3    | 1    | 3     | 1     | 0           | 0           | 0      | 0      | 6     | 2     |
| Гётеборг         | Итого            | Итого            | 10   | 2    | 4     | 2     | 0           | 0           | 1      | 0      | 15    | 4     |
| Хельсингборг     | Алльсвенскан     | 2014             | 11   | 2    | 0     | 0     | 0           | 0           | 0      | 0      | 11    | 2     |
| Хельсингборг     | Алльсвенскан     | 2015             | 27   | 3    | 5     | 2     | 0           | 0           | 0      | 0      | 32    | 5     |
| Хельсингборг     | Алльсвенскан     | 2016             | 17   | 3    | 5     | 2     | 0           | 0           | 0      | 0      | 22    | 5     |
| Хельсингборг     | Суперэттан       | 2017             | 12   | 2    | 1     | 0     | 0           | 0           | 0      | 0      | 13    | 2     |
| Хельсингборг     | Суперэттан       | 2018             | 29   | 6    | 4     | 0     | 0           | 0           | 0      | 0      | 33    | 6     |
| Хельсингборг     | Итого            | Итого            | 96   | 16   | 15    | 4     | 0           | 0           | 0      | 0      | 111   | 20    |
| → Эстерсунд      | Алльсвенскан     | 2017             | 4    | 1    | 2     | 1     | 0           | 0           | 0      | 0      | 6     | 2     |
| → Эстерсунд      | Итого            | Итого            | 4    | 1    | 2     | 1     | 0           | 0           | 0      | 0      | 6     | 2     |
| Хаммарбю         | Алльсвенскан     | 2019             | 29   | 4    | 3     | 0     | 0           | 0           | 0      | 0      | 32    | 4     |
| Хаммарбю         | Алльсвенскан     | 2020             | 23   | 0    | 4     | 1     | 1           | 1           | 0      | 0      | 28    | 2     |
| Хаммарбю         | Алльсвенскан     | 2021             | 29   | 1    | 4     | 0     | 6           | 0           | 0      | 0      | 39    | 1     |
| Хаммарбю         | Алльсвенскан     | 2022             | 10   | 2    | 6     | 0     | 0           | 0           | 0      | 0      | 16    | 2     |
| Хаммарбю         | Итого            | Итого            | 91   | 7    | 17    | 1     | 0           | 0           | 0      | 0      | 108   | 8     |
| Всего за карьеру | Всего за карьеру | Всего за карьеру | 243  | 30   | 44    | 8     | 7           | 1           | 1      | 0      | 295   | 39    |

## Статистика в сборной
| Матчи и голы Дарияна Боянича за национальную сборную Швеции | Матчи и голы Дарияна Боянича за национальную сборную Швеции | Матчи и голы Дарияна Боянича за национальную сборную Швеции | Матчи и голы Дарияна Боянича за национальную сборную Швеции | Матчи и голы Дарияна Боянича за национальную сборную Швеции | Матчи и голы Дарияна Боянича за национальную сборную Швеции |
| №                                                           | Дата                                                        | Оппонент                                                    | Счёт                                                        | Голы                                                        | Соревнование                                                |
| ----------------------------------------------------------- | ----------------------------------------------------------- | ----------------------------------------------------------- | ----------------------------------------------------------- | ----------------------------------------------------------- | ----------------------------------------------------------- |
| 1                                                           | 9 января 20210                                              | Молдова                                                     | 1:0                                                         | 0                                                           | Товарищеский матч                                           |
| 2                                                           | 12 января 2020                                              | Косово                                                      | 1:0                                                         | 0                                                           | Товарищеский матч                                           |

Итого:2 матча и 0 голов; 2 победы, 0 ничьих, 0 поражения.